# Alfred-Auguste Cuvillier-Fleury

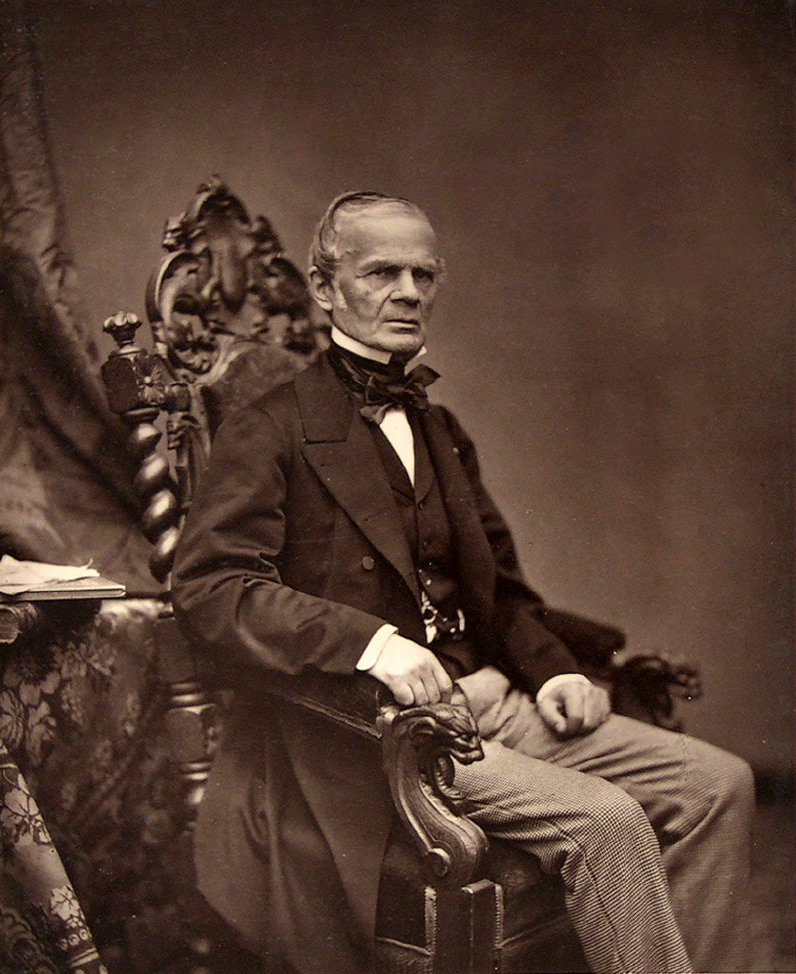
Alfred-Auguste Cuvillier-Fleury

Alfred-Auguste Cuvillier-Fleury (* 18. März 1802 in Paris; † 18. Oktober 1887) war ein französischer Schriftsteller und Journalist.

## Leben
Cuvillier-Fleury machte seine Studien am Collège Louis-le-Grand und war zwei Jahre lang Sekretär des Königs von Holland, Ludwig Bonaparte, dem er in die Verbannung folgte, später Erzieher des jungen Henri d’Orléans, duc d’Aumale und übernahm 1834 die Redaktion des „Journal des Débats“, in welchem er die Sache der Julimonarchie bis zu deren Ende verfocht. 1866 wählte ihn die Académie française zum Nachfolger des verstorbenen André Dupin (Fauteuil 35).

## Werke (Auswahl)
- Dernières études historiques et littéraires. Paris 1859 (2 Bde.).
- Études et portraits. Michel Lévy Frères, Paris 1865–68 (2 Bde.).
- Études historiques et littéraires. Michel Lévy Frères, Paris 1854.
- Historiens, poètes et romanciers. Michel Lévy Frères, Paris 1863.
- Nouvelles études historiques et littéraires. Michel Lévy Frères, Paris 1855.
- Portraits politiques et révolutionnaires. Michel Lévy Frères, Paris 1851.
- Posthumes et revenants. Michel Lévy Frères, Paris 1879.
- Voyages et voyageurs. Michel Lévy Frères, Paris 1854.